# 솔본
솔본은 주식소유를 통한 타 법인의 경영참여 등을 목적사업으로 하고 있는 코스닥 상장기업이다.

## 사업내용
솔본은 타법인 경영참여 및 경영자문을 제공하는 지주사업 등을 목적사업으로 하고 있으며 미디어, 의료-IT 등 다양한 분야의 전문 자회사를 경영하며, 자회사의 성장과 발전을 통한 기업가치 극대화를 추구하고 있다. 2019년 9월 30일 기준 인피니트헬스케어, 포커스신문, 솔본인베스트먼트 등을 포함하여 16개의 갖춘 계열회사를 포함하고 있다.

## 테마주
2015년 7월에는 삼성전자의 바이오 관련 사업 추진에 따른 관련주로 인식되며 크게 오른 일이 있다. 삼성그룹은 삼성바이오로직스와 삼성바이오에피스를 필두로 바이오 사업을 적극 추진하고 있는데, 솔본이 손자회사로 두고 있는 와이브레인이 알츠하이머성 치매와 경도인지장애 증상 완화를 위한 웨어러블 디바이스를 개발하여 삼성서울병원과 임상을 진행하고 있다는 이유에서였다. 솔본의 100% 출자한 자회사 솔본인베스트는 와이브레인 지분 20%를 보유하고 있다.

## 같이 보기
- 테마주
- 삼성바이오로직스
- 삼성바이오에피스
- 인피니트헬스케어

## 참고자료
- 와이즈에프엔